# زلاتوستووو
زلاتوستووو (به بلغاری: Zlatoustovo) یک منطقهٔ مسکونی در بلغارستان است که در شهرستان ماجاروفو واقع شده‌است.